# Фторэтан
Фторэтан — химическое соединение из группы гидрофторуглеродов.

## Получение
Фторэтан можно получить взаимодействием этена с фтороводородом или взаимодействием хлорэтана с фторидом серебра(I):
{\displaystyle {\ce {C_2H_4 + HF -> C_2H_5F}}}
{\displaystyle {\ce {C_2H_5Cl + AgF -> C_2H_5F + AgCl}}}

## Свойства
Фторэтан — чрезвычайно легковоспламеняющийся газ, который плохо растворяется в воде. Он разлагается при нагревании с образованием среди прочего фтороводорода.
Фторэтан образует легковоспламеняющиеся паровоздушные смеси. Диапазон взрывоопасности составляет от 5 % по объёму (100 г/м³) в качестве нижнего предела взрываемости (НПВ) до 10 % по объёму (200 г/м³) в качестве верхнего предела взрываемости (ВПВ).

## Безопасность
Фторэтан образует с воздухом взрывоопасную смесь.